# Khu Newham của Luân Đôn
Khu Newham của Luân Đôn (tiếng Anh: London Borough of Newham) là một khu tự quản Luân Đôn hình thành từ các thị trấn của West Ham và East Ham, nằm ở phía đông Đại Luân Đôn, Anh.
Khu vực này nằm cách 5 dặm (8 km) về phía đông Thành phố Luân Đôn, và nằm ở phía Bắc sông Thames. Theo ước tính năm 2006, Newham có dân số dân tộc thiểu số cao nhất trong tất cả các khu vực của Anh. Chính quyền địa phương là Hội đồng khu tự quản Luân Đôn Newham.

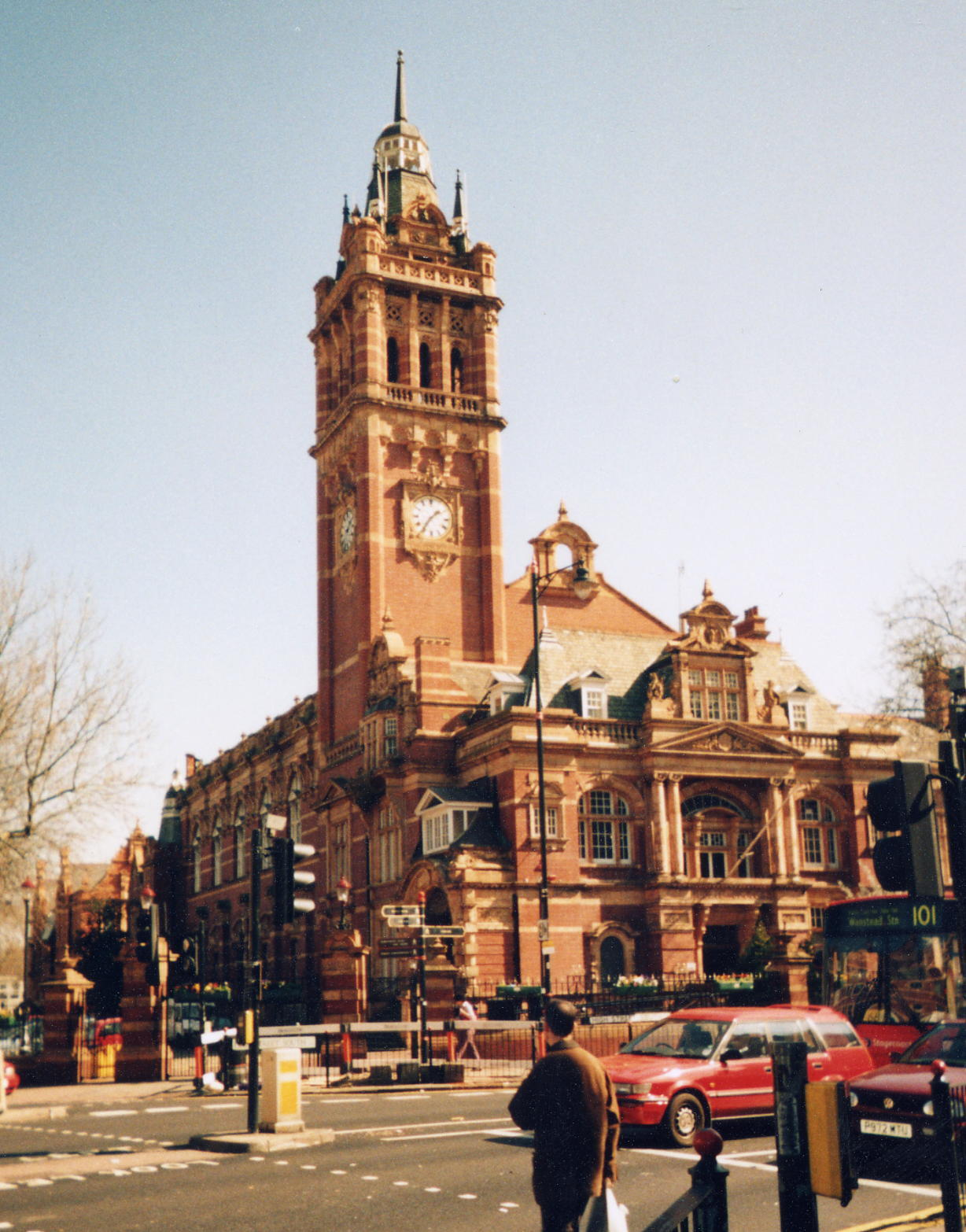
Toà nhà thị chính Newham tại East Ham

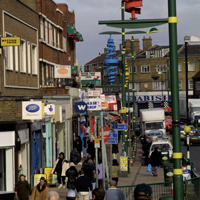
Green Street nơi dân số chủ yếu là người Nam Á